# Lista gatunków roślin objętych ochroną w Polsce (1995–2001)
Lista stanowi zestawienie gatunków i rodzajów roślin objętych ścisłą i częściową ochroną gatunkową w Polsce w latach 1995–2001. Zestawienie obejmuje gatunki chronione na podstawie rozporządzenia Ministra Ochrony Środowiska, Zasobów Naturalnych i Leśnictwa z dnia 6 kwietnia 1995 roku w sprawie wprowadzenia ochrony gatunkowej roślin (Dz.U. Nr 41 poz. 214).

## Ochrona ścisła

### PaprotnikiPteridophyta
| Nazwa polska        | Nazwa naukowa                                              | Uwagi |
| ------------------- | ---------------------------------------------------------- | --- |
| długosz królewski   | Osmunda regalis                                            | – |
| języcznik zwyczajny | Phyllitis scolopendrium                                    | – |
| pióropusznik strusi | Matteuccia struthiopteris (Matteucia struthiopteris)       | – |
| podrzeń żebrowiec   | Blechnum spicant                                           | – |
| poryblin jeziorny   | Isoëtes lacustris (Isoetes lacustris)                      | – |
| poryblin kolczasty  | Isoëtes echinospora (Isoëtes setaces, Isoetes echinospora) | – |
| salwinia pływająca  | Salvinia natans                                            | – |
| skrzyp olbrzymi     | Equisetum telmateia                                        | – |
| widłakowate         | Lycopodiaceae                                              | Wszystkie gatunki (rodzina obejmuje rodzaje: widłak Lycopodium, widłaczek Lycopodiella, widlicz Diphasiastrum, wroniec Huperzia). Dopuszczalne jest ścinanie kłosów zarodnikowych. |

### Rośliny nasienneSpermatophyta
| Nazwa polska                                | Nazwa naukowa                                                             | Uwagi |
| ------------------------------------------- | ------------------------------------------------------------------------- | --- |
| arnika górska                               | Arnica montana                                                            | – |
| barwinek pospolity                          | Vinca minor                                                               | – |
| bluszcz pospolity                           | Hedera helix                                                              | – |
| brzoza karłowata                            | Betula nana                                                               | – |
| brzoza niska                                | Betula humilis                                                            | – |
| brzoza ojcowska                             | Betula oycoviensis                                                        | – |
| chamedafne północna                         | Chamaedaphne calyculata                                                   | – |
| ciemiężyca                                  | Veratrum spp.                                                             | Wszystkie gatunki. |
| cis pospolity                               | Taxus baccata                                                             | – |
| dziewięćsił bezłodygowy                     | Carlina acaulis                                                           | – |
| dziewięćsił popłocholistny                  | Carlina onopordifolia                                                     | – |
| dzięgiel litwor (arcydzięgiel litwor)       | Angelica archangelica (Archangelica officinalis)                          | – |
| dyptam jesionolistny                        | Dictamnus albus                                                           | – |
| gnidosz królewski                           | Pedicularis sceptrum-carolinum                                            | – |
| gnidosz rozesłany                           | Pedicularis sylvatica (Pedicularis silvatica)                             | – |
| goryczka                                    | Gentiana spp.                                                             | Wszystkie gatunki, z wyjątkiem goryczki trojeściowej Gentiana asclepiadea.                                              |
| goryczuszka (goryczka)                      | Gentianella spp.                                                          | Wszystkie gatunki |
| goździk                                     | Dianthus spp.                                                             | Wszystkie gatunki, z wyjątkiem goździka kartuzka Dianthus carthusianorum oraz goździka kropkowanego Dianthus deltoides. |
| grążel drobny                               | Nuphar pumila (Nuphar pumilum)                                            | – |
| grążel żółty                                | Nuphar lutea (Nuphar luteum)                                              | – |
| groszek szerokolistny                       | Lathyrus latifolius                                                       | – |
| groszek wschodniokarpacki                   | Lathyrus laevigatus                                                       | – |
| grzybienie białe                            | Nymphaea alba                                                             | – |
| grzybienie północne                         | Nymphaea candida                                                          | – |
| grzybieńczyk wodny                          | Nymphoides peltata (Limnanthemum nymphoides)                              | – |
| jarząb brekinia                             | Sorbus torminalis                                                         | – |
| jarząb szwedzki                             | Sorbus intermedia                                                         | – |
| kłokoczka południowa                        | Staphylea pinnata                                                         | – |
| kosaciec                                    | Iris                                                                      | Wszystkie gatunki, z wyjątkiem kosaćca żółtego Iris pseudacorus.                                                        |
| kosatka kielichowa                          | Tofieldia calyculata                                                      | – |
| kotewka orzech wodny                        | Trapa natans                                                              | – |
| len włochaty                                | Linum hirsutum                                                            | – |
| len złocisty                                | Linum flavum                                                              | – |
| lepnica litewska                            | Silene lithuanica                                                         | – |
| lilia złotogłów                             | Lilium martagon                                                           | – |
| lobelia jeziorna                            | Lobelia dortmanna                                                         | – |
| lulecznica kraińska                         | Scopolia carniolica                                                       | – |
| łyszczec wiechowaty                         | Gypsophila paniculata                                                     | – |
| malina moroszka                             | Rubus chamaemorus                                                         | – |
| mieczyk błotny                              | Gladiolus palustris                                                       | – |
| mieczyk dachówkowaty                        | Gladiolus imbricatus                                                      | – |
| mikołajek nadmorski                         | Eryngium maritimum                                                        | – |
| miłek wiosenny                              | Adonis vernalis                                                           | – |
| mlecznik nadmorski                          | Glaux maritima                                                            | – |
| naparstnica purpurowa                       | Digitalis purpurea                                                        | – |
| naparstnica zwyczajna                       | Digitalis grandiflora                                                     | – |
| niebielistka trwała                         | Swertia perennis                                                          | – |
| omieg górski                                | Doronicum austriacum                                                      | – |
| orlik pospolity                             | Aquilegia vulgaris                                                        | – |
| ostnica                                     | Stipa                                                                     | Wszystkie gatunki. |
| ostrołódka kosmata                          | Oxytropis pilosa                                                          | – |
| ostrożeń pannoński                          | Cirsium pannonicum                                                        | – |
| ożota zwyczajna                             | Galatella linosyris (Linosyris vulgaris, Aster linosyris)                 | – |
| pajęcznica liliowata                        | Anthericum liliago                                                        | – |
| parzydło leśne                              | Aruncus dioicus (A. silvester)                                            | – |
| pełnik europejski                           | Trollius europaeus                                                        | – |
| pierwiosnek omączony (pierwiosnka omączona) | Primula farinosa                                                          | – |
| pluskwica europejska                        | Cimicifuga europaea                                                       | – |
| pokrzyk wilcza jagoda                       | Atropa belladonna                                                         | – |
| pomocnik baldaszkowy                        | Chimaphila umbellata                                                      | – |
| powojnik prosty                             | Clematis recta                                                            | – |
| rojnik                                      | Sempervivum                                                               | Wszystkie gatunki |
| rojownik (rojnik)                           | Jovibarba                                                                 | Wszystkie gatunki |
| rokitnik zwyczajny                          | Hippophae rhamnoides                                                      | – |
| rosiczka                                    | Drosera spp.                                                              | Wszystkie gatunki |
| różanecznik żółty                           | Rhododendron luteum (Rhododendron flavum)                                 | – |
| sasanka                                     | Pulsatilla spp.                                                           | Wszystkie gatunki |
| sosna błotna                                | Pinus mugo nothosubsp. rotundata (P. uliginosa, P. mugo subsp. rotundata) | – |
| sosna górska (kosodrzewina)                 | Pinus mugo (Pinus mughus)                                                 | – |
| sosna limba (limba)                         | Pinus cembra                                                              | – |
| storczykowate                               | Orchidaceae                                                               | Wszystkie gatunki. |
| szachownica kostkowata                      | Fritillaria meleagris                                                     | – |
| szafirek drobnokwiatowy                     | Muscari botryoides                                                        | – |
| szafirek miękkolistny                       | Muscari comosum                                                           | – |
| szafran spiski                              | Crocus scepusiensis                                                       | – |
| szarotka alpejska                           | Leontopodium alpinum                                                      | – |
| szczodrzeniec zmienny                       | Chamaecytisus albus (Cytisus albus)                                       | – |
| śniedek baldaszkowaty                       | Ornithogalum umbellatum                                                   | – |
| śniedek cienkolistny                        | Ornithogalum collinum (Ornithogalum gussonei)                             | – |
| śnieżyca wiosenna                           | Leucoium vernum                                                           | – |
| śnieżyczka przebiśnieg                      | Galanthus nivalis                                                         | – |
| tojad                                       | Aconitum spp.                                                             | Wszystkie gatunki |
| turówka wonna                               | Hierochloë odorata                                                        | – |
| warzucha polska                             | Cochlearia polonica                                                       | – |
| wawrzynek główkowy                          | Daphne cneorum                                                            | – |
| wawrzynek wilcze łyko                       | Daphne mezereum                                                           | – |
| wężymord stepowy                            | Scorzonera purpurea                                                       | – |
| wiciokrzew pomorski                         | Lonicera periclymenum                                                     | – |
| wielosił błękitny                           | Polemonium caeruleum (Polemonium coeruleum)                               | – |
| wierzba borówkolistna                       | Salix myrtilloides                                                        | – |
| wierzba lapońska                            | Salix lapponum                                                            | – |
| wiśnia karłowata                            | Prunus fruticosa (Cerasus fruticosa)                                      | – |
| woskownica europejska                       | Myrica gale                                                               | – |
| wrzosiec bagienny                           | Erica tetralix                                                            | – |
| zawilec narcyzowaty (zawilec narcyzowy)     | Anemone narcissiflora                                                     | – |
| zawilec wielkokwiatowy                      | Anemone sylvestris (Anemone silvestris)                                   | – |
| zerwa kulista                               | Phyteuma orbiculare                                                       | – |
| zimowit jesienny                            | Colchicum autumnale                                                       | – |
| zimoziół północny                           | Linnaea borealis                                                          | – |
| żmijowiec czerwony                          | Pontechium maculatum (Echium rubrum, Echium russicum)                     | – |

## Ochrona częściowa

### PaprotnikiPteridophyta
| Nazwa polska       | Nazwa naukowa      | Uwagi |
| ------------------ | ------------------ | ----- |
| paprotka zwyczajna | Polypodium vulgare | –     |

### Rośliny nasienneSpermatophyta
| Nazwa polska                                | Nazwa naukowa                                                                     | Uwagi |
| ------------------------------------------- | --------------------------------------------------------------------------------- | ----- |
| bagno zwyczajne                             | Rhododendron tomentosum (Ledum palustre)                                          | –     |
| centuria pospolita                          | Centaurium erythraea (Centurium umbellatum, Centurium erythraea subsp. erythraea) | –     |
| goryczka trojeściowa                        | Gentiana asclepiadea                                                              | –     |
| kalina koralowa                             | Viburnum opulus                                                                   | –     |
| kocanki piaskowe                            | Helichrysum arenarium                                                             | –     |
| konwalia majowa                             | Convallaria majalis (Convallaria maialis)                                         | –     |
| kopytnik pospolity                          | Asarum europaeum                                                                  | –     |
| kruszyna pospolita                          | Frangula alnus                                                                    | –     |
| mącznica lekarska                           | Arctostaphylos uva-ursi                                                           | –     |
| pierwiosnek lekarski (pierwiosnka lekarska) | Primula veris (Primula officinalis)                                               | –     |
| pierwiosnek wyniosły (pierwiosnka wyniosła) | Primula elatior                                                                   | –     |
| porzeczka czarna                            | Ribes nigrum                                                                      | –     |
| przytulia wonna (marzanna wonna)            | Galium odoratum (Asperula odorata)                                                | –     |
| turówka leśna                               | Hierochloë australis                                                              | –     |
| turzyca piaskowa                            | Carex arenaria                                                                    | –     |
| wilżyna ciernista                           | Ononis spinosa                                                                    | –     |